# Šinga
Šinga je tradiční romský závin připravovaný o Vánocích, nebo příležitostně. Jde o závin vytvořený smotáním tří placek z kynutého těsta potřených náplní, například kakaem, tvarohem nebo mákem a jablky. Peče se v troubě. Vychází z obdobného středovýchodního moučníků.
„Šinga“ je lidové nebo nářeční označení pro sladký kynutý závin, které se používá hlavně v některých regionech Česka nebo Slovenska (např. na Moravě, v jižních Čechách, na Slovácku nebo u starších lidí "Romů,,). Nejde o oficiální název jako "štrúdl", ale o domácké pojmenování, které se v některých rodinách nebo vesnicích dědí.